# Belvosia potens
Belvosia potens är en tvåvingeart som först beskrevs av Christian Rudolph Wilhelm Wiedemann 1830.  Belvosia potens ingår i släktet Belvosia och familjen parasitflugor. Inga underarter finns listade i Catalogue of Life.